# Кадоно, Юки
Юки Кадоно (яп. 角野 友基 Кадоно Ю:ки, род. 18 мая 1996 года в городе Мики префектуры Хиого) — японский сноубордист, выступающий в слоупстайле.
- Обладатель Малого Хрустального глобуса Кубка мира в слоупстайле (2012/2013);
- Победитель этапа Кубка мира в слоупстайле.

## Результаты выступлений в Кубке мира
| |                     |       |             |      |                 |               |
| \| 2012-13 Итоги (AFU) \| 2012-13 Итоги (AFU) \| Купер \| ЧМ Стоунхем \| Сочи \| Шпиндлерув-Млин \| Сьерра-Невада \| \| Очков \| Место \| С-С \| С-С \| С-С \| С-С \| C-C \| \| 1400 \| 12 \| 14 \| - \| CANC \| 12 \| 1 \| |                     |       |             |      |                 |               |
| C-C — Слоупстайл DNS — спортсмен был заявлен, но не стартовал DNF — спортсмен стартовал, но не финишировал DSQ — спортсмен финишировал, но дисквалифицирован CANC — старт отменён — — спортсмен не участвовал в этой гонке Примечание: очки набранные в гонках спортсменом на Чемпионатах мира и Олимпийских играх не учитываются в итоговом рейтинге Кубка мира. |                     |       |             |      |                 |               |
| 2012-13 Итоги (AFU) | 2012-13 Итоги (AFU) | Купер | ЧМ Стоунхем | Сочи | Шпиндлерув-Млин | Сьерра-Невада |
| Очков | Место               | С-С   | С-С         | С-С  | С-С             | C-C           |
| 1400 | 12                  | 14    | -           | CANC | 12              | 1             |